# Mai 2020
Acest articol este generat integral pe baza informațiilor din articolul 2020 și este actualizat periodic de un robot.
 Editările făcute în articol vor fi șterse la următoarea actualizare! Dacă doriți să faceți modificări, editați articolul-sursă.

ianuarie -
februarie -
martie -
aprilie -
mai -
iunie -
iulie -
august -
septembrie -
octombrie -
noiembrie -
decembrie
Mai 2020 a fost a cincea lună a anului și a început într-o zi de vineri.

## Evenimente

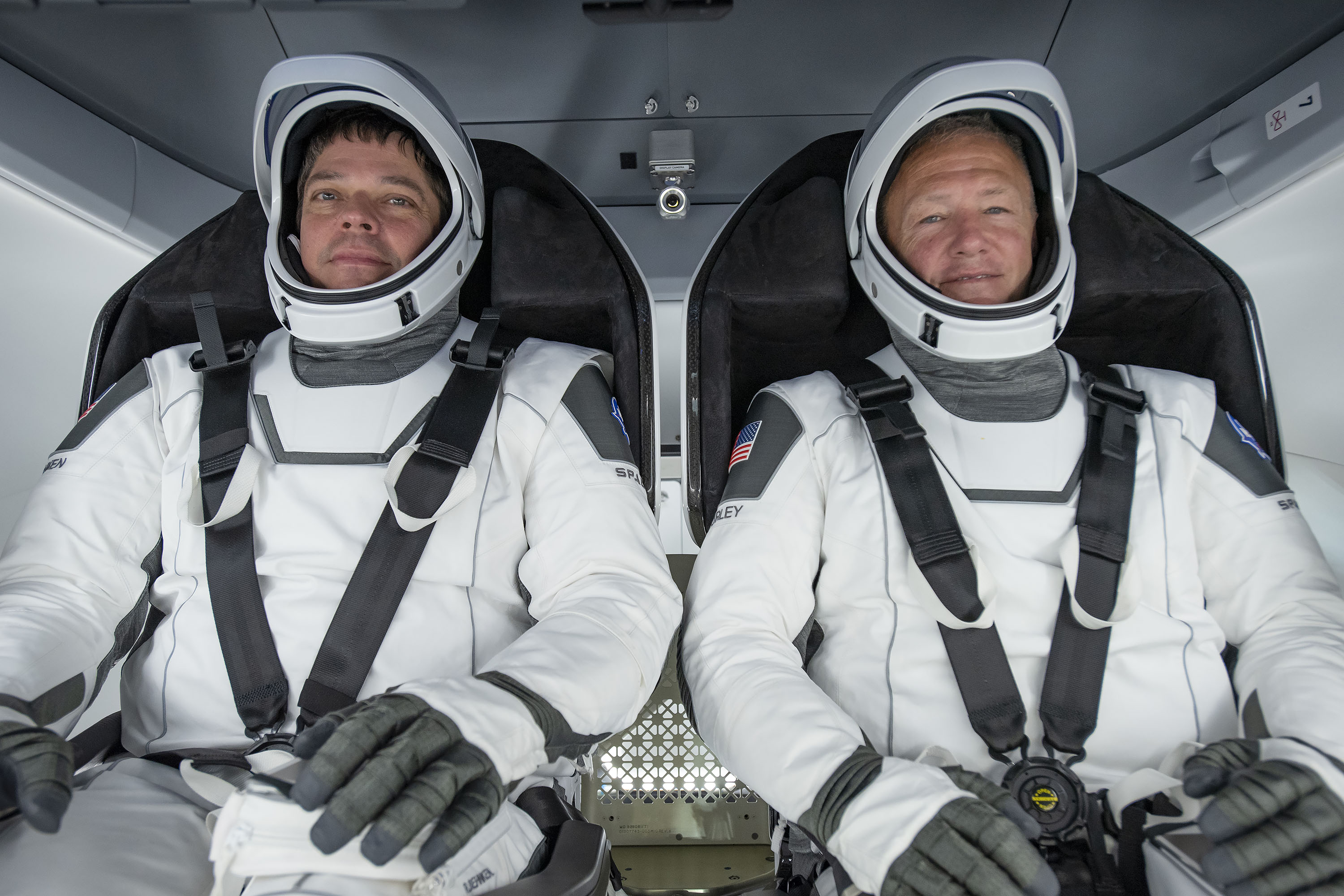
30 mai: Echipajul navei Dragon 2, astronauții NASA, Robert Behnken și Douglas Hurley, au fost transportați de racheta Falcon 9, fabricată de SpaceX, spre Stația Spațială Internațională.

- 1 mai: Canada anunță că interzice vânzarea de arme de asalt, la mai puțin de două săptămâni de la cel mai sângeros atac din istoria modernă a țării, când un bărbat din Nova Scoția a ucis 22 de persoane.[1]
- 2 mai: Spania ușurează restrictiile la nivel național, permițând adulților să iasă în afara caselor între 6 și 10 și 20 până la 23:00.
- 5 mai: Numărul total de decese la nivel global depășește 250.000, iar numărul de persoane infectate depășește trei milioane jumătate.[2]
- 11 mai: Institutul Max Planck de antropologie evoluționistă publică rezultatul analizei radiocarbonului și ADN-ului din fosilele care au fost găsite în peștera Bacho Kiro din Bulgaria. Rezultatul arată că fosilele aparțin lui Homo sapiens indicând faptul că oamenii moderni ar fi putut ajunge în Europa cu mii de ani mai devreme decât se credea anterior.[3]
- 22 mai: Avionul Pakistan International Airlines, care transporta 107 de pasageri, s-a prăbușit lângă aeroportul Karachi. Există cel puțin doi supraviețuitori ai accidentului.
- 26 mai: Proteste și revolte izbucnesc în Minneapolis și în alte părți din Statele Unite, în urma morții afro-americanului George Floyd.
- 30 mai: Racheta Falcon 9 și capsula Crew Dragon cu cei doi astronauți NASA, Robert Behnken și Douglas Hurley, au decolat spre orbită unde s-a andocat la Stația Spațială Internațională. Misiunea spațială a fost de fapt programată pe 27 mai, dar din cauza vremii nefavorabile, a fost amânată pentru 30 mai.[4]
- 31 mai: Furtuna tropicală Amanda, prima din acest sezon din Oceanul Pacific, s-a abătut asupra Guatemalei și El Salvador, provocând moartea a cel puțin 14 persoane.

## Nașteri
Prințul Charles de Luxemburg, fiul Marelui Duce Ereditar de Luxemburg, Guillaume și al soției sale, Marea Ducesă de Luxemburg, Stéphanie

## Decese
- 1 mai: África Lorente Castillo, 65 ani, politiciană și activistă spaniolă (n. 1954)
- 1 mai: Yu Lihua, 88 ani, scriitoare și profesoară americană (n. 1931)
- 3 mai: Victoria Barba, 93 ani, regizoare de filme de animație și director al Casei de producție Floricica din Republica Moldova (n. 1926)
- 6 mai: Adrian Gagea, 78 ani, sportiv (aruncarea greutății), profesor universitar și cercetător român (n. 1941)
- 6 mai: Florian Schneider, 73 ani, muzician german (Kraftwerk), (n. 1947)
- 7 mai: Sergiu Dimitrachi, 87 ani, inginer din R. Moldova, specialist în construcția de aparate și sisteme automatizate, membru corespondent al Academiei de Științe (n. 1933)
- 8 mai: Diana de Bourbon-Parma, 87 ani, aristocrată franceză (n. 1932)
- 8 mai: Lúcia Braga, 85 ani, politiciană, asistentă socială și avocată braziliană (n. 1934)
- 8 mai: Roy Horn, 75 ani, magician și actor american de etnie germană (n. 1944)
- 9 mai: Little Richard (n. Richard Wayne Penniman), 87 ani, cântăreț, compozitor și muzician american, unul dintre primii muzicieni rock & roll (n. 1932)
- 9 mai: Traian Tandin, 75 ani, criminalist și scriitor român de romane polițiste (n. 1945)
- 10 mai: Ion Ceaușescu, 88 ani, inginer agronom, fratele mai mic al lui Nicolae Ceaușescu (n. 1932)
- 11 mai: Jerry Stiller (n. Gerald Isaac Stiller), 92 ani, actor american de film și TV, tatăl actorului Ben Stiller (n. 1927)
- 11 mai: Miloslav Stingl, 89 ani, etnolog, călător și scriitor ceh (n. 1930)
- 13 mai: Dumitru Carabăț, 87 ani, scenarist, teoretician de film și autor de literatură de specialitate român (n. 1932)
- 14 mai: Jorge Santana, 68 ani, chitarist mexican, fratele muzicianului Carlos Santana (n. 1951)
- 15 mai: Ezio Bosso, 48 ani, compozitor, muzician clasic și dirijor italian (n. 1971)
- 15 mai: Vlad Pohilă, 67 ani, scriitor, publicist și traducător român din R. Moldova (n. 1953)
- 15 mai: Olga Savary, 86 ani, scriitoare, poetă, scriitoare de povești, romancieră, critică, eseistă, traducătoare și jurnalistă braziliană (n. 1933)
- 16 mai: Pilar Pellicer, 82 ani, actriță mexicană de film (n. 1938)
- 17 mai: Aleksandra Kornhauser Frazer, 93 ani, chimistă slovenă (n. 1926)
- 19 mai: Constantin Jamaischi, 75 ani, fotbalist român (n. 1945)
- 20 mai: Adolfo Nicolás, 84 ani, preot spaniol, Superior General al Ordinului iezuiților (2008-2016), (n. 1936)
- 20 mai: Shaheen Raza, 69 ani, politiciană pakistaneză (n. 1951)
- 20 mai: Aurel Sîntimbrean, 89 ani, inginer geolog român (n. 1931)
- 20 mai: Pimen Zainea, 90 ani, arhiepiscop al Sucevei și Rădăuților (n. 1929)
- 21 mai: Vincenzo Cappelletti, 89 ani, filolog italian (n. 1930)
- 21 mai: Oliver E. Williamson, 87 ani, economist american, laureat al Premiului Nobel (2009), (n. 1932)
- 22 mai: Albert Memmi, 99 ani, romancier și eseist francez, cu origini tunisiano-evreiască (n. 1920)
- 22 mai: Luigi Simoni, 81 ani, fotbalist și antrenor italian (n. 1939)
- 25 mai: Joseph Bouasse, 21 ani, fotbalist camerunez (n. 1998)
- 25 mai: Nadejda Brânzan, 71 ani, medic infecționist, deputat al Parlamentului Republicii Moldova (1990-1994), (n. 1948)
- 26 mai: Prahlad Jani, 90 ani, ascet indian (n. 1929)
- 27 mai: Larry Kramer, 84 ani, dramaturg, scenarist și producător american de film, promotor al sănătății publice și activist pentru drepturile persoanelor LGBT (n. 1935)
- 28 mai: Celine Fariala Mangaza, 52 ani, activistă congoleză (n. 1967)
- 29 mai: Jerzy Pilch, 68 ani, scriitor, publicist, dramaturg, jurnalist și scenarist polonez (n. 1952)